# Priorei St. Cosmas

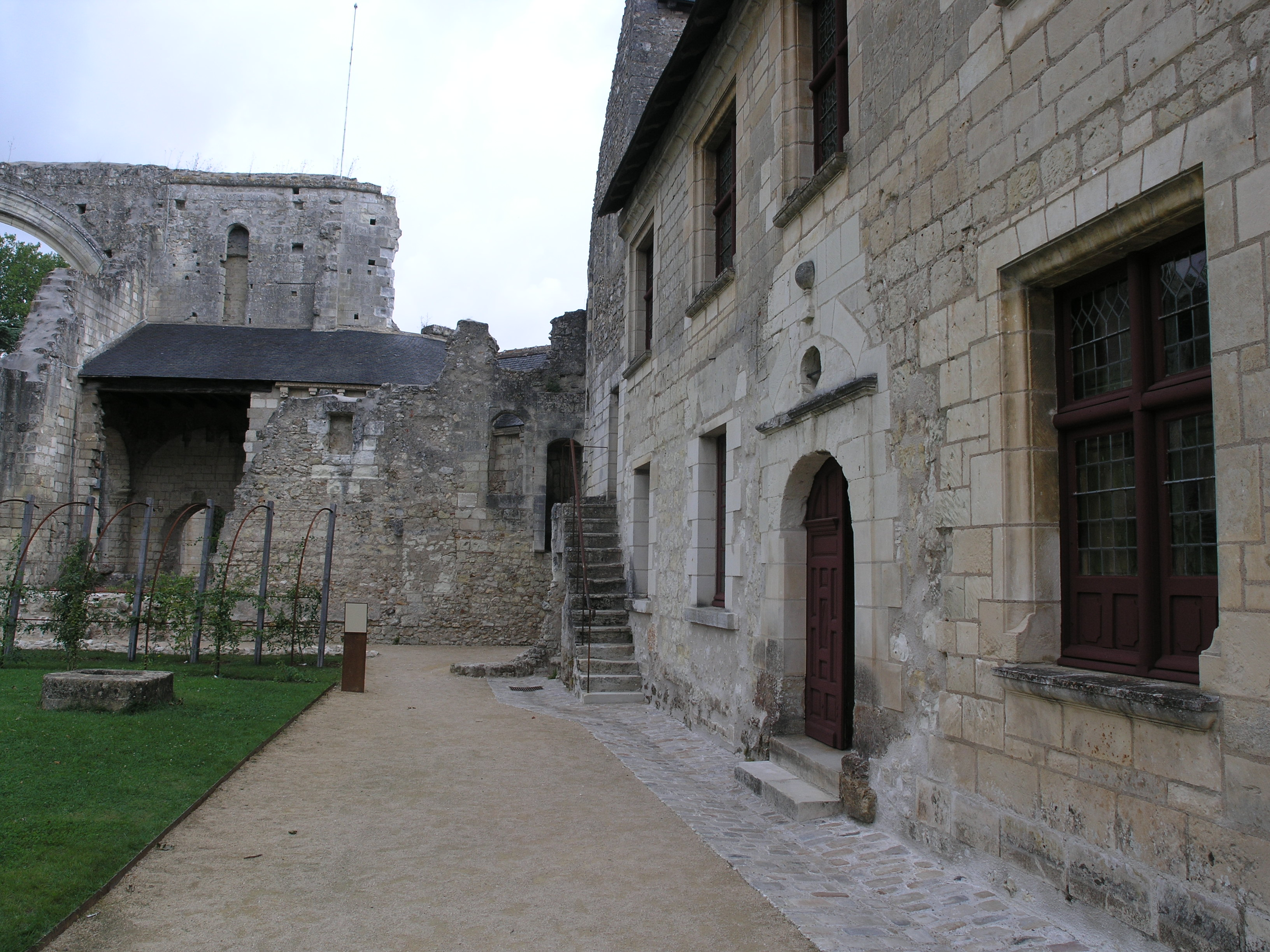
Prieuré de Saint-Cosme Eingangsgebäude Innenhof

Die niedergegangene Priorei St. Cosmas (französisch: Prieuré de Saint-Cosme, auch Priorei des Ronsard) auf einer Insel im Fluss Loire bei La Riche in der Nähe von Tours in der Touraine wurde im 11. Jahrhundert gegründet und ist St. Cosmas gewidmet. Die Anlage enthält ein Museum für den französischen Dichter Pierre de Ronsard, der hier seine letzten 20 Jahre nach den hier geltenden Klosterregeln lebte. Hier befindet sich auch eine Sammlung von modernen poetischen Werken.

## Geschichte

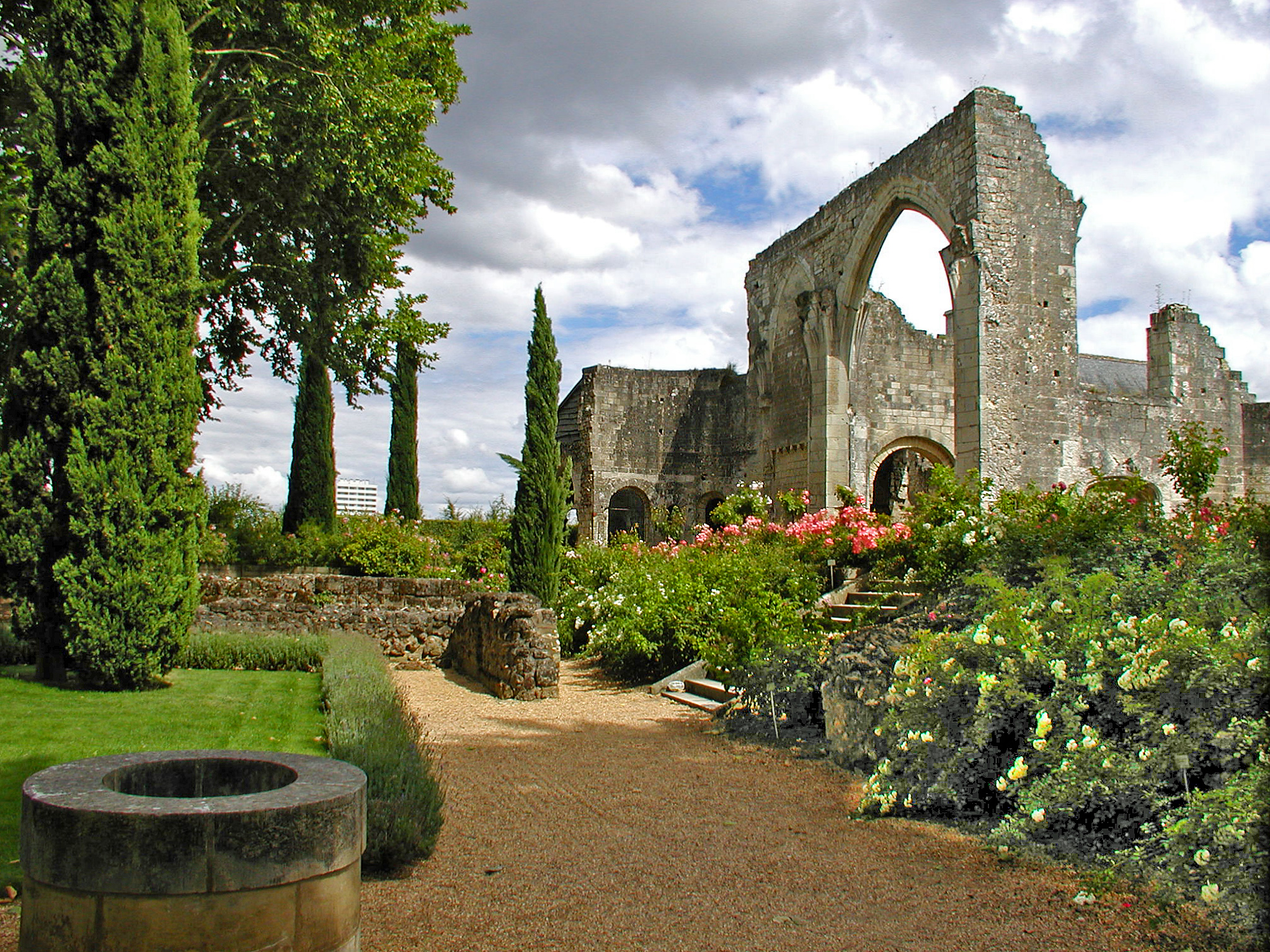
Die Anlage vor der umfassenden Renovierung 2015. Rosen bestimmten damals das Bild der Anlage.

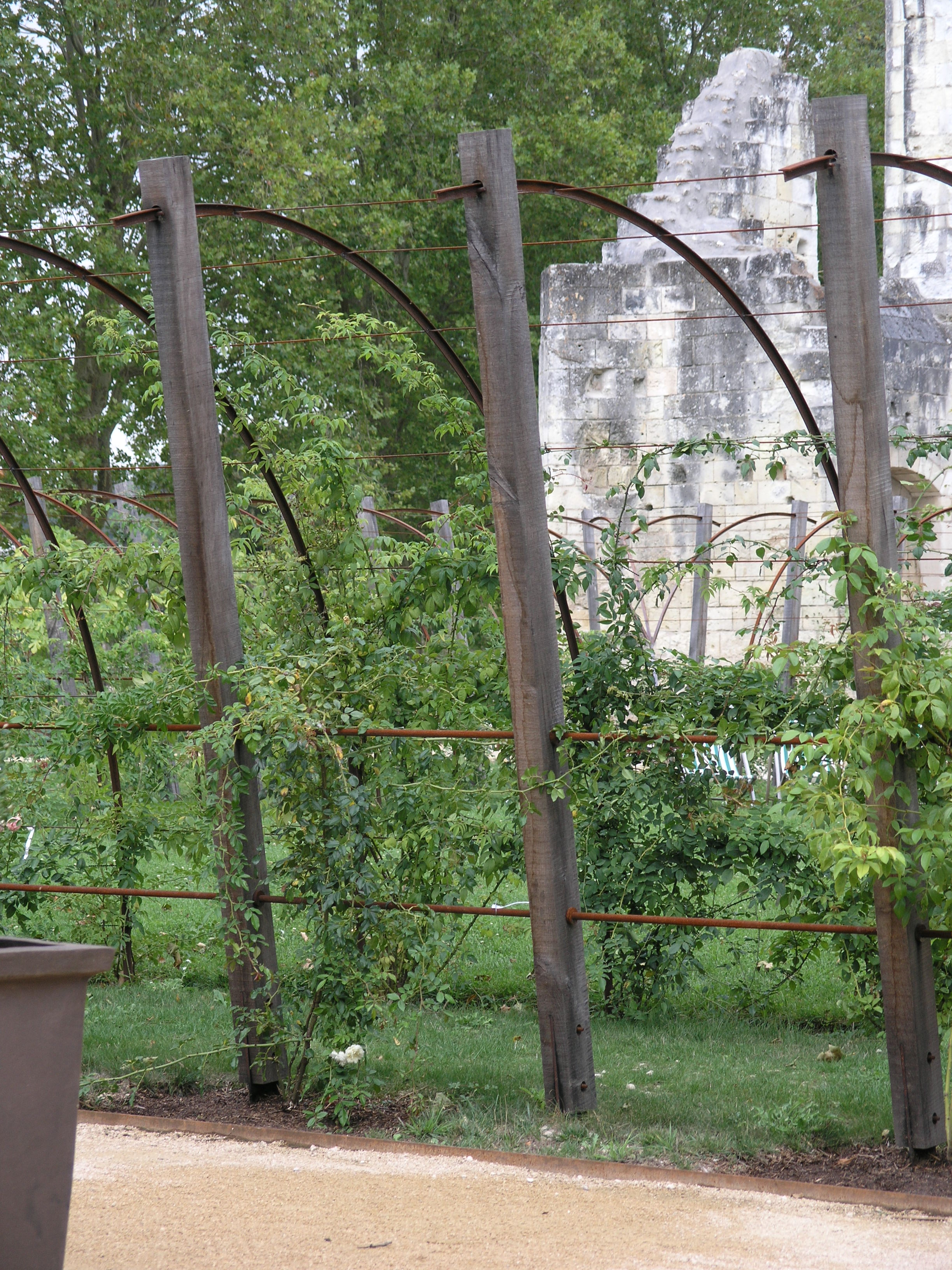
Rankgerüste aus Robinienholz und Metall markieren den ehemaligen Kreuzgang.

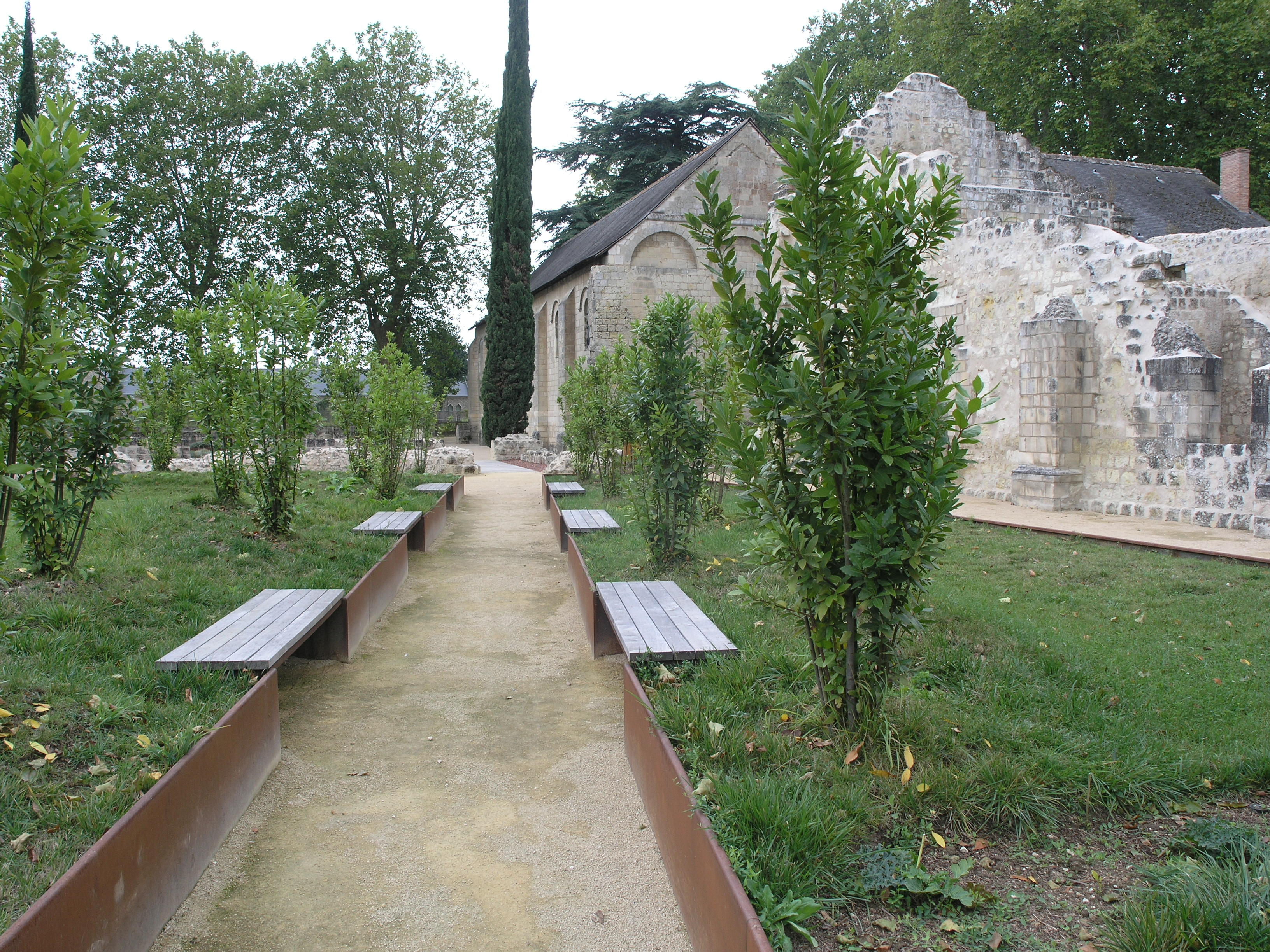
Einfassungen aus Metall markieren die ehemaligen Grundmauern.

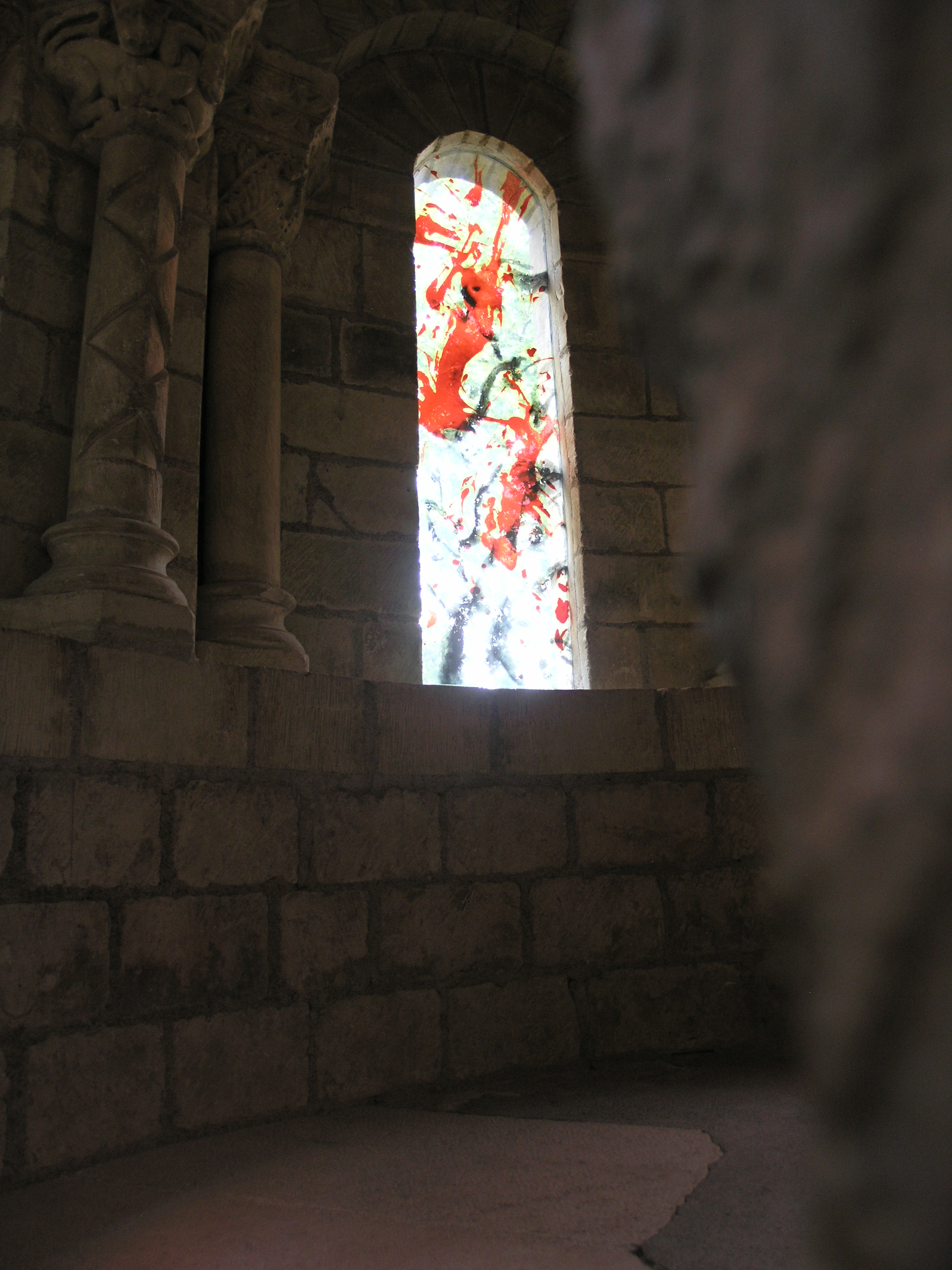
Eines von 14 Glasfenstern des Künstlers Zao Wou-Ki im ehemaligen Refektorium

1092 gründete eine Augustinergemeinschaft die Priorei an Stelle eines Oratoriums aus dem 7. Jahrhundert als Raststätte für Pilger auf dem Jakobsweg nach Santiago de Compostela in Spanien. Diesen Zweck erfüllte die Priorei bis ins 18. Jahrhundert.
Im Jahr 1187 gewährte Heinrich II. von England (dem das Kloster damals unterstand) dem exilierten Erzbischof von Trier Folmar von Karden Zuflucht im Kloster. Zu dieser Zeit galt die Priorei als „Paradies auf Erden, leichter zu erreichen als das echte Paradies“.
Im 15. Jahrhundert profitierte die Priorei von der Gunst König Ludwig XI., der zu dieser Zeit manchmal im benachbarten Schloss von Plessis-lès-Tours weilte. Er ließ die Kirche und das Haus des Priors im gotischen Stil neu errichten.
Von 1565 bis 1585 war Pierre de Ronsard Prior der Gemeinschaft. Er wohnte im Haus des Priors, das jetzt ein ihm gewidmetes Museum ist, und erhielt dort Besuche von Katharina von Medici und ihrem Sohn, König Karl IX. von Frankreich, vom künftigen König Heinrich III. von Frankreich und anderen. Am 27. Dezember 1585 starb er im Alter von 61 Jahren und wurde im Chor der Kirche beerdigt. Sein Grab wurde in den 1930er Jahren gefunden.
1742 wurde das Kloster aufgelöst und zum Teil abgebrochen.
Das Anwesen wurde während des Zweiten Weltkriegs bombardiert und teilweise zerstört. Erhalten blieben das Haus des Priors, die Ruinen der Kirche und das Refektorium.

## Gedenkstätte und Museum
1951 unternahm der Bezirk Indre-et-Loire eine umfassende Ausgrabung des Areals und machte das Gelände öffentlich zugänglich.
Ab 1988 erfolgte die Anlage von neun Gärten, die als Jardin remarquable ausgezeichnet worden sind. Nach umfangreichen Ausgrabungen zwischen 2009 und 2010 wurden 2015 die Gärten einer weiteren Renovierung unterzogen. Mit einheitlichen Materialien (Robinien- und Kastanienholz, oxidiertes Metall und Keramik) wurde ein geschlossenes Gesamtkonzept verwirklicht. Zwölf Themengärten mit entsprechenden Einfassungen lassen die Ausmaße der ehemaligen Gebäude wieder erkennen. Es wurden 75 verschiedene Obstsorten gepflanzt. Die sterblichen Überreste aus 420 Gräbern fanden im Dach der Kirche einen neuen Platz.

## Sammlung
Das Literaturmuseum im Haus des Priors enthält eine umfangreiche Sammlung von livre pauvre. Das sind poetische Werke, die künstlerisch illustriert sind und in gefalteter Form im weitesten Sinn an Bücher erinnern. Die Gestaltung geschieht mit einfachen Mitteln, mit Malerei, Collage oder Kalligraphie. Die Sammlung geht auf den Literaturprofessor Daniel Leuwers zurück, der im Jahr 2002 den Grundstein dieser Sammlung legte.
2011 wurde der chinesische Maler Zao Wou-Ki vom Bezirk Indre-et-Loire eingeladen, 14 Fenster des Refektoriums mit Glasmalereien auszustatten.